# Ken Robbins
Ken Robbins (ケン・ロビンス, Ken Robinsu) este un personaj ficțional din seria anime Kaleido Star. Este managerul scenei de la Kaleido Stage. Nu poate fi acrobat din cauza unor probleme cu inima. O admiră și iubește pe Sora, neavând însă curajul să îi spună acest lucru; totuși, aceste lucruri nu îl împiedică să o ajute, fiindu-i câteodată antrenor personal, avertizând-o de unele pericole din timpul antrenamentelor.
Este dublat de Hiro Shimono în varianta japoneză,iar în varianta engleză de către John Swasey. 

## Descriere

### Kaleido Stage
Încă din copilărie, Ken era înnebunit după Kaleido Stage. La vârsta adolescenței s-a angajat aici ca acrobat, având și cunoștințe de trapez. S-a îmbolnăvit de inimă și a trebuit să renunțe la cariera sa. Iubind atât de mult Kaleido Stage a decis să lucreze aici ca manager scenic. El a fost șeful audițiilor la probe și a întâlnit-o acolo pe întâziata Sora Naegino, căreia Layla Hamilton i-a spus să plece acasă. Sora i-a mărturisit lui Ken promisiunea făcută părinților, anume că se va întoarce acasă dacă nu este acceptată la Kaleido Stage. Pentru a o înveseli, Ken a dus-o în culise să urmărească spectacolul actual. Acolo aceasta a rănit un acrobată și a fost pusă să-l înlocuiască. Ken i-a oferit câteva instrucțiuni și i-a transmis din partea lui Kalos Eido că poate rămâne. Ken a ajutat-o pe Sora și la antrenamentul pentru Phoenixul de Aur, și cu această ocazie el, Mia Guillem, Anna Heart și Sora s-au împrietenit. Ken este îndrăgostit de Sora și o admiră foarte mult, dar nu are curajul să-i spună și ei acest lucru. Uneori, Ken se mai ocupă cu afișerea posterelor legate de diverse spectacole. Fiind un manager scenic are multe sarcini de îndeplinit, foarte necesare pentru succesul reprezentațiilor. Deoarece a fost acrobat, cunoaște multe tehinici de antrenament, pe care le-a folosit pentru pregătirea Sorei. Atunci când a văzut că aceasta se rănește datorită antrenamentul excesiv, a încercat să o oprească, îngrijorat pentru sănătatea sa. Ken a remarcat că Sora nu a fost antrenată destul pentru a juca numere la fel de complicate ca Layla. Cei doi au fost împreună la Tabăra Scenică, unde Ken a ajutat-o pe Sora să se acomodeze cu stilul de a juca al angajaților de acolo. Acesta s-a numărat printre ultimii angajați ai lui Kaleido Stage, în timpul falimentării și a încercat să ajute la găsirea unui nume pentru creația Miei. Cu această ocazie a afirmat că a început să învețe limba japoneză (probabil de dragul Sorei). Mai târziu, Sora se va inspira din titlul japonez găsit de el pentru numirea surioarei sale. Ken le-a găzduit pe fete atunci când circul a fost preluat de Yuri Killian. Tatăl lui a construit în curtea casei un mic teren de joacă pentru surioara lui Ken. Acesta a mers cu Sora și Layla la Marele Canion pentru a le ajuta la antrenamentul Legendarei Manevre. S-a oferit să arunce el ghiuleau pentru ca Sora să o prindă, și văzând-o cum este lovită de această nu s-a putut abține și i-au curs niște lacrimii. Anna încearcă să-l convingă pe Ken să devină partenerul ei în comedii, dar acesta o refuză.

## Înfățișare
Ken are părul castaniu deschis, tuns scurt. Ținuta sa este formată dintr-un tricou alb, acoperit de o jachetă Kaleido Stage, o pereche de blugi și pantofii sport roșii. În timpul spectacolelor poartă un microfon, folosit pentru comunicarea chestiunilor tehnice celorlalți tehnicieni.
În OVA-ul Legend of Phoenix- Layla Hamilton Monogatari-, va purta niște ochelari.

### Roluri
În primul episod, Ken afirmă că datorită unor probleme cardiace nu poate să fie un acrobat la Kaleido Stage. Totuși, acesta este observat ca fiind un participant la câteva spectacole reprezentând Kaleido Stage:
- Episodul 40, Amazing and Sad Homecoming 絶望の　すごい　帰国 (Zetsubō no Sugoi Kikoku), ni-l prezintă ca participând la un spectacol organizat pentru a o înveseli pe Sora. Aici va jongla și se va plimba pe monocicletă alături de Anna, Mia, Rosetta, Sarah, Marion și Jonathan.
- Episodul 42, An Amazingly Humiliating Performance 屈辱の　すごい　共演 (Kutsujoku no Sugoi Kyōen), Ken este observat ca participând la antrenamentele Annei pentru spectacolul de la Kenneth Motors Corporation, având ca rol o componentă a unei omizi.

### Relațiile sale cu membrii Kaleido Stage
- Kalos Eldo este șeful său, reprezentând persoana cu care se consultă în privința managementului scenic, mai ales despre evoluția Sorei la Kaleido Stage. Este surprins în momentul când acesta o alege pe Sora să fie înlocuitoarea unui membru la trambulină și când Kalos discută cu Domnul Kenneth despre rolul Sorei la Kaleido Stage.
- Layla Hamilton are tangențe cu Ken atunci când se antrenează sau când primește mesaje importante.
- Mia Guillem este de asemenea prieten cu Ken din momentul când Sora începe antrenamentele pentru Phoenixul de Aur. Pe parcursul episoadelor va încerca să îl determine pe Ken să își mărturisească sentimentele de dragoste pentru Sora.
- Anna Heart este cea care dorește să îl aibă pe Ken ca și partener în spectacolele sale de comedie, fiind mereu refuzată. Totodată, aceasta este idolul surorii sale mai mici, Lucy.